# Jonathan Cubero
Jonathan Mathías Cubero Rieta (Montevideo, 1994. január 15.) uruguayi korosztályos válogatott labdarúgó, aki jelenleg a CA Torque játékosa.

## Sikerei, díjai
- Uruguay U17
  - Dél-amerikai U17-es labdarúgó-bajnokság döntős: 2011
  - U17-es labdarúgó-világbajnokság döntős: 2011

## Külső hivatkozások
- Transfermarkt profil
- (angolul) Profile at soccerway
- (angolul) Profile at goal.com